# پشته کوارو
پشته کوارو، به زمین های زراعی کوارو که بر روی بلندی به نسبت اطراف می باشند کنار جاده اصلی بم_جیرفت پشته کوارو می گویند. همه ساله کشاورزان در این محل کشاورزی می کنند

## جمعیت
این روستا در دهستان دهبکری قرار دارد و براساس سرشماری مرکز آمار ایران در سال ۱۳۸۵، جمعیت آن زیر سه خانوار بوده‌است.